# 1707
1707 (MDCCVII) fon un any normal, començat un dimecres al calendari julià i un dissabte al gregorià. Correspon a l'any 1700 del calendari etíop.

## Esdeveniments
- 1 de gener: Joan V de Portugal és coronat rei
- 26 de març: entrà en vigor l'Acta d'Unió (1707) d'Anglaterra i Escòcia, després de ser aprovada pels respectius parlaments, per la qual esdevingueren un únic estat: el Regne Unit de la Gran Bretanya.
- 23 de maig: entra en erupció la caldera de Santorí.
- 31 d'agost: Carles XII de Suècia i Josep I del Sacre Imperi Romanogermànic signaren el Tractat d'Altranstädt (1707) que va establir els drets dels protestants a Silèsia.
- 28 d'octubre: es produí el Terratrèmol de Hōei de 1707, de magnitud 8,6, el tsunami resultant del qual feu cinc mil morts; de resultes, el 16 de desembre tingué lloc l'erupció Hōei del Mont Fuji, l'última de les tres registrades al llarg de la història.
- Prosseguix la Guerra de Successió Espanyola amb l'aixecament austriacista de Menorca, iniciat l'any anterior, acabà el 12 de gener amb el control borbònic de l'illa pel governador Dávila gràcies a tropes provinents de Toló. El 25 d'abril, l'exèrcit botifler derrotà els austriacistes en la batalla d'Almansa, la qual cosa comportà que Regne de Castella ocupàs el Regne de València per dret de conquesta. El 4 de maig, les tropes borbòniques ocuparen Bunyol; el 8 de maig València es rendí al duc de Berwick i, el 26, el duc d'Orleans entrà a Saragossa; el 6 de juny incendiaren Xàtiva (fet que donà origen al malnom de socarrats) i en acabar, iniciaren el setge de Dénia (1707), rebutjat a final de juliol gràcies a l'arribada per mar del general Basset. Finalment, el 29 de juny Felip V publicà els Decrets de Nova Planta, pel qual s'aboliren els governs polítics i administratius locals d'Aragó i València. El 21 d'agost, l'exèrcit aliat aixecà el setge de Toló (1707) després que les botiflers no aconseguiren ocupar la vila. El Regne de València encara resistí fins al setge d'Ares, que començà al desembre i es perllongà fins a l'any següent.

## Música
El 23 de juny nasqué el compositor catarrogí Manuel Just.
A la primavera d'hivern, el compositor Georg Friedrich Händel estrenà l'òpera Rodrigo.
El 17 d'octubre, Johann Sebastian Bach va contraure matrimoni amb la seua cosina Maria Barbara Bach a Dornheim; encara en 1707, acceptà la vacant d'organiste de l'església de Sant Blai de Mühlhausen, on compongué les primeres cantates religioses (BWV 4, 106, 131, 150 i 71).

## Naixements
| M/d   | Nom                               | Activitat   | Origen    | M.   |
| ----- | --------------------------------- | ----------- | --------- | ---- |
| 06/23 | Manuel Just i Verdeguer           | músic       | catarrogí | 1787 |
| 01/08 | Lluís de França (duc de Bretanya) | aristòcrata | parisenc  | 1712 |
| 04/15 | Leonhard Euler                    | matemàtic   | suís      | 1783 |
| 02/25 | Carlo Goldoni                     | escriptor   | venecià   | 1793 |
| 09/07 | Georges-Louis Leclerc             | naturalista | borgonyó  | 1788 |
| 05/23 | Carl von Linné                    | taxonomista | suec      | 1778 |
| 05/07 | Francisco Salzillo                | escultor    | espanyol  | 1783 |

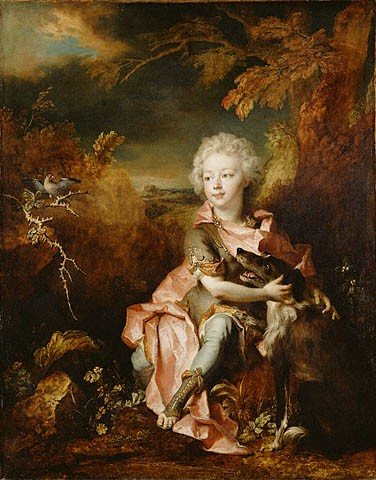
Lluís de França
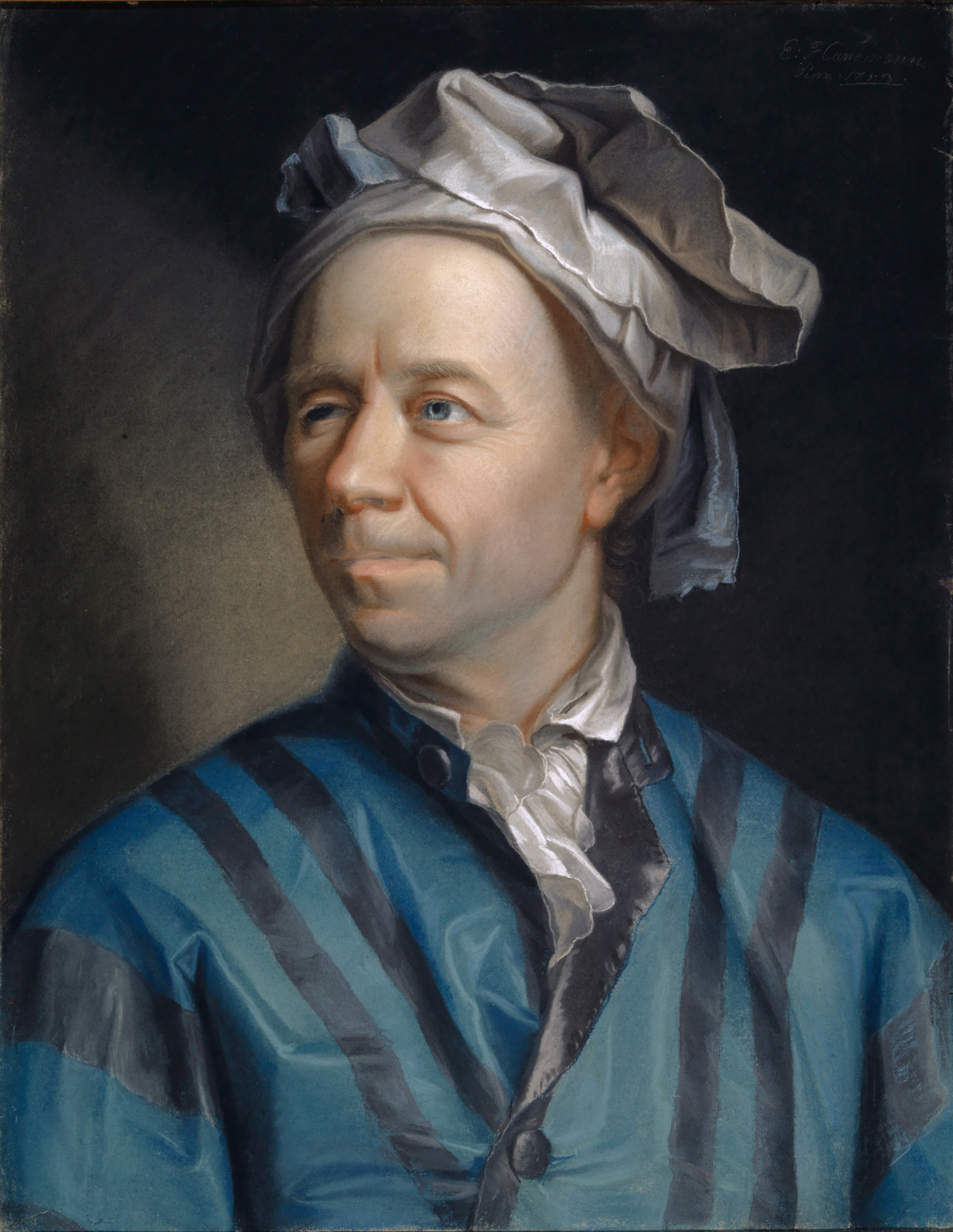
Leonhard Euler
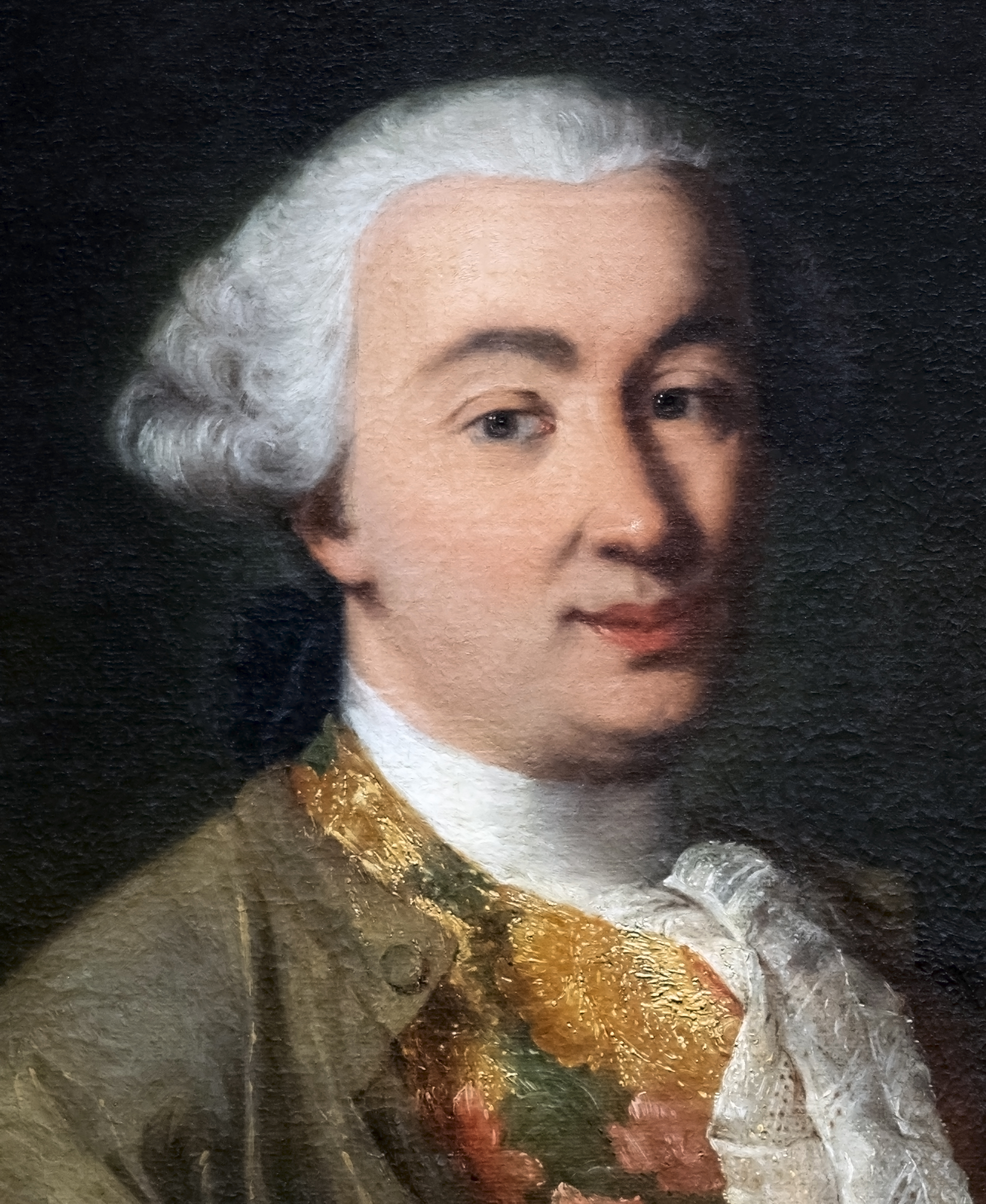
Carlo Goldoni
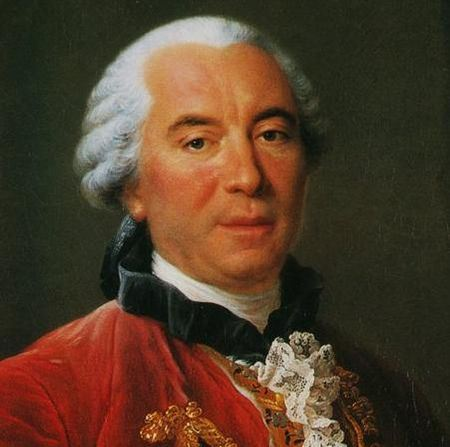
Georges Leclerc
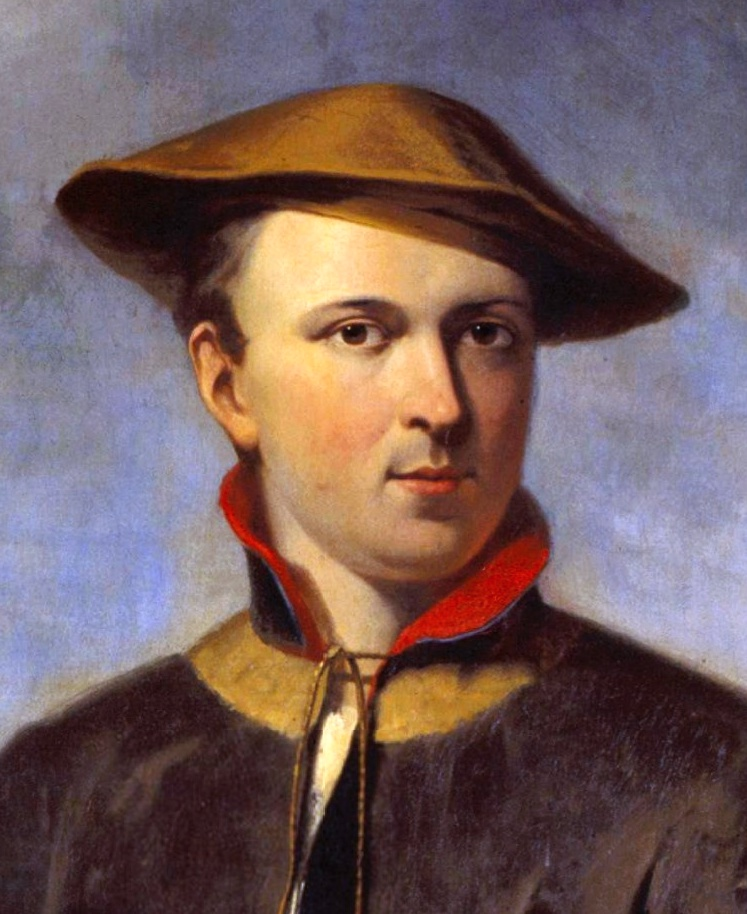
Carl von Linné

## Necrològiques
- 26 de maig - Bourbon-l'Archambault, Regne de França: Francesca Atenea de Rochechouart de Mortemart, Madame de Montespan, amant de Lluís XIV de França (n. 1640).[4]

| M/d   | Nom                     | Activitat       | Origen   | E  |
| ----- | ----------------------- | --------------- | -------- | -- |
|       | Senén Vila (Q9076056)   | pintor          | valencià | 67 |
| 03/02 | Aurangzeb               | emperador       | mogol    | 88 |
| 04/04 | Jean Del Cour           | escultor barroc | való     | 80 |
| 03/27 | Jean-François Gerbillon | missioner       | francés  | 52 |
| 06/24 | Kaspar von Stieler      | escriptor       | turingi  | 74 |

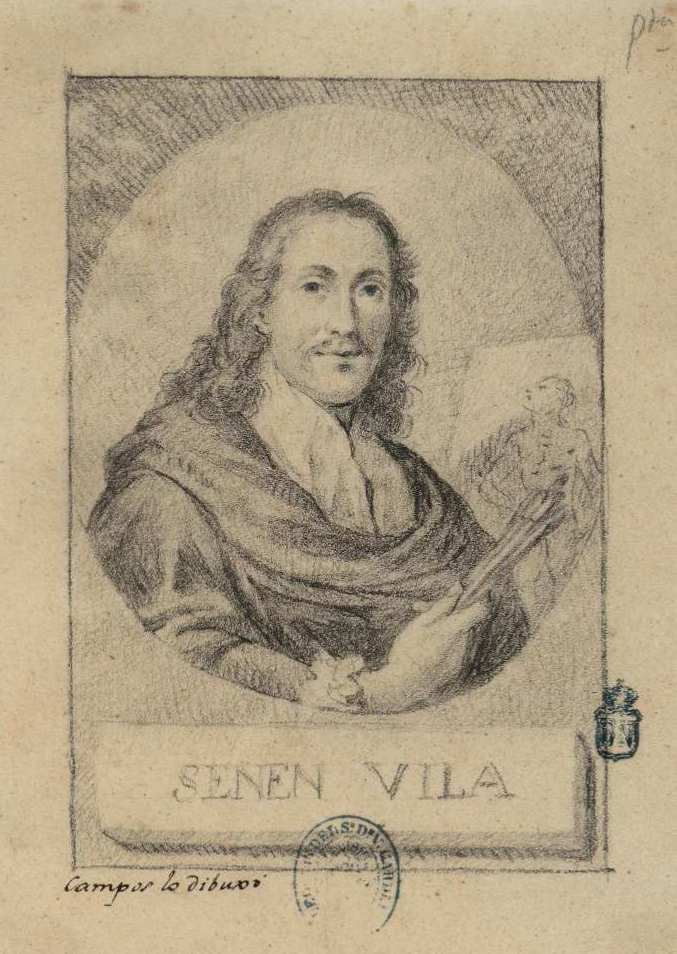
Senén Vila
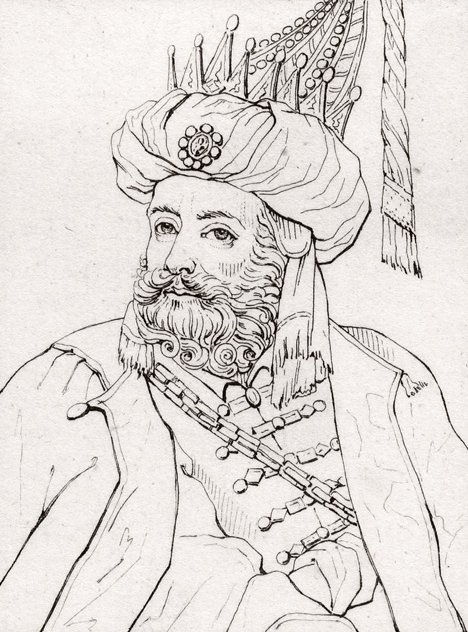
Aurangzeb (1618-1707)
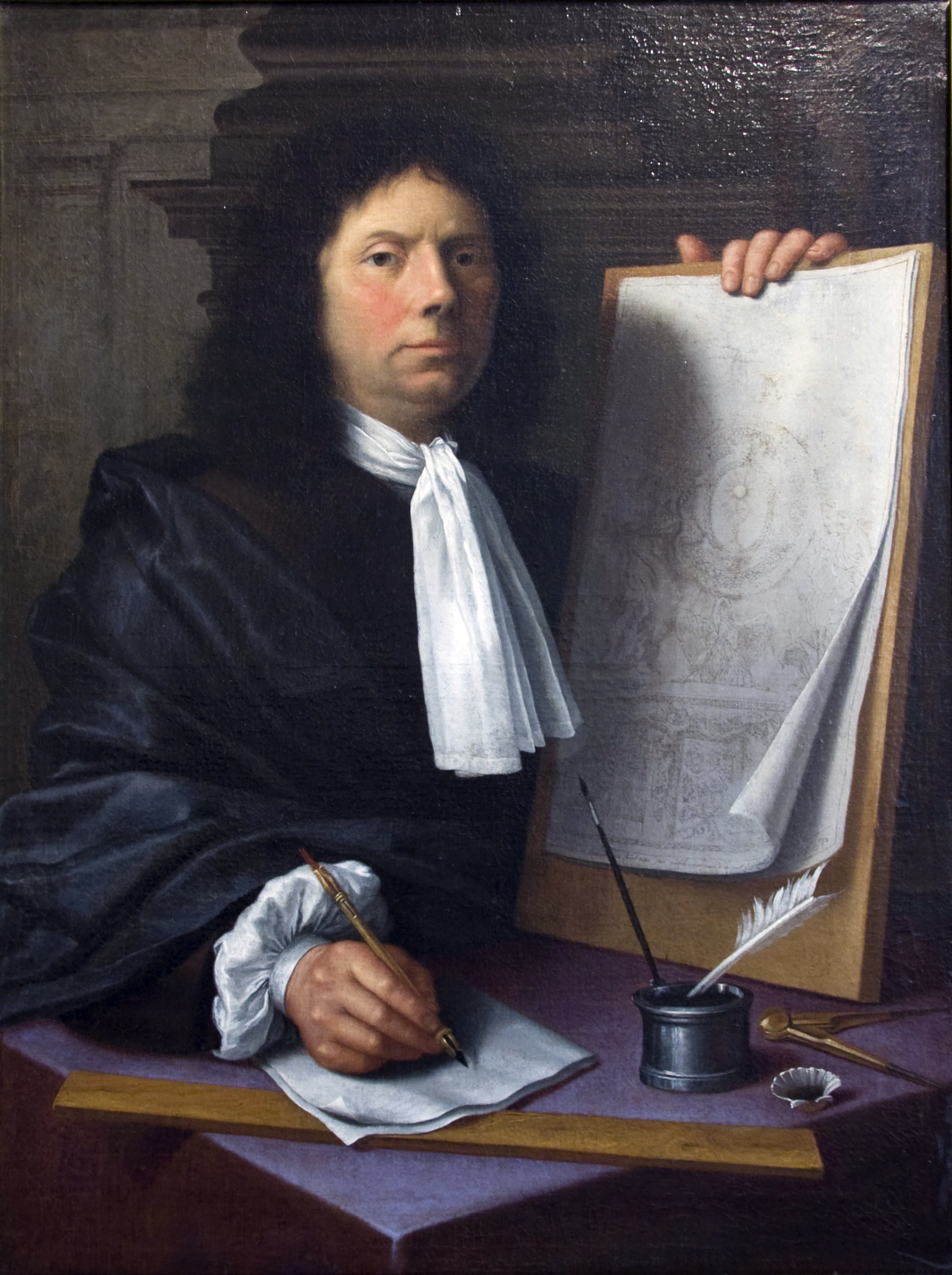
Jean Del Cour (1627-1707)
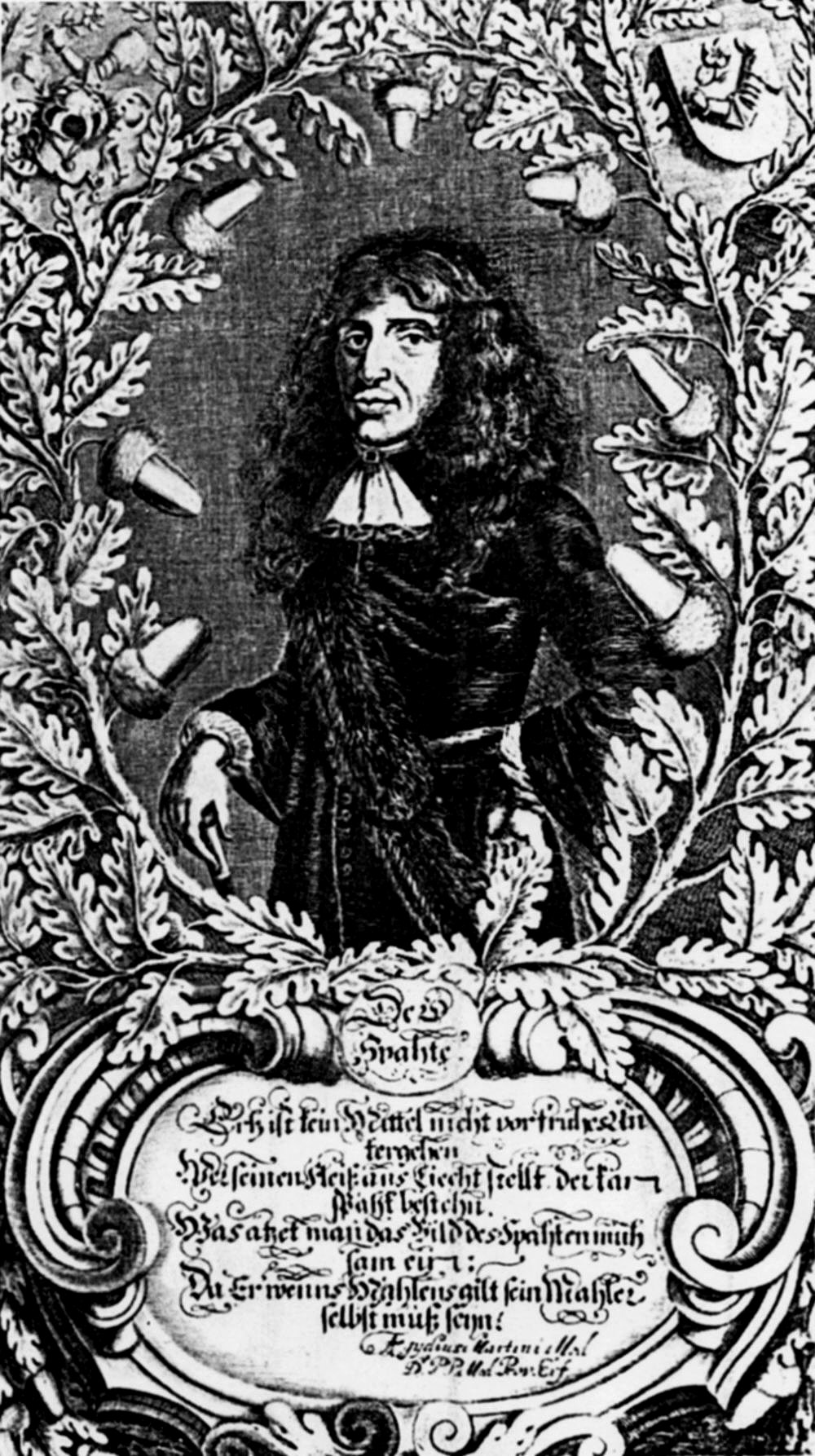
Kaspar von Stieler (n. 1632)